# 루이스 도빈
루이스 도빈(영어: Lewis Norman Dobbin, 2003년 1월 3일~)는 잉글랜드의 축구 선수로, 애스턴 빌라와 잉글랜드 연령별 대표팀에서 윙어로 활동하고 있다.

## 어린 시절
잉글랜드 스태퍼드셔주 스토크온트렌트에서 태어난 그는 11세 때 에버턴에 입단했다.

## 구단 경력

### 에버턴
2021년 9월 25일, 노리치 시티를 상대로 한 홈 리그 경기에서 투입되어 프로 데뷔전을 치렀다.

#### 더비 카운티
2022년 8월 3일, 잉글랜드의 더비 카운티로 한 시즌 임대 이적했다.

## 국가대표팀 경력
2021년 10월 6일, 프랑스를 상대로 잉글랜드 U-19 데뷔전을 치렀다.